# Mick West
Mick West (nascido em 1967) é um escritor de divulgação de ciência britânico-americano, investigador cético e programador de videogame aposentado. Ele é o criador dos sites Contrail Science e Metabunk, e investiga e desmascara alegações pseudocientíficas e teorias da conspiração, como rastros químicos e OVNIs. Seu primeiro livro é Escaping the Rabbit Hole: How to Debunk Conspiracy Theories Using Facts, Logic, and Respect (2018).
West apareceu em vários meios de comunicação, incluindo The New York Times, CBS, BBC, CNN, Popular Mechanics e Scientific American como um especialista em teorias da conspiração e divulgador científico. Ele foi palestrante duas vezes na conferência do CSI e, em 2020, foi eleito membro da organização.

## Biografia
West cresceu na pequena cidade de Bingley, West Yorkshire, nos arredores de Bradford, Inglaterra. Quando criança, ele era fascinado pelo paranormal, OVNIs e histórias de abduções alienígenas, e também acreditava ter habilidades psíquicas. À medida que cresceu, ele passou a acreditar que esses fenômenos não eram reais e que havia explicações racionais para eles. "Eu costumava acreditar em todas essas coisas e então parei de acreditar em todas essas coisas, e acho que descobrir por que essas crenças estavam erradas se tornou interessante para mim." Quando era um jovem adulto, West se viu usando um BBS pré-internet baseado em modem chamado FidoNet para discutir com pessoas que o usavam para espalhar teorias da conspiração.

## Carreira em programação de videogames
West foi cofundador, em julho de 1994 com Joel Jewett e Chris Ward, da produtora de jogos de videogames Neversoft Entertainment. A Neversoft é conhecida por Spider-Man (2000), bem como pelas franquias de videogame Tony Hawk's e Guitar Hero, e West esteve fortemente envolvido na programação dos cinco primeiros jogos da série Tony Hawk's. A empresa foi adquirida pela Activision em outubro de 1999.

## Carreira no ceticismo
Em 2003, West deixou a Neversoft e se aposentou do desenvolvimento de jogos, e a partir daí seu interesse em desmascaramentos ganhou força. "Eu me aposentei, tinha muito tempo livre, não tinha outros interesses muito grandes para perseguir, então pude me concentrar nessas coisas. Pude me concentrar em Morgellons e escrevi cerca de cem pequenos artigos sobre Morgellons. Como tenho experiência em programação de videogames, depuração e investigação de coisas, pude fazer investigações técnicas bastante aprofundadas."
West busca interagir com seus entrevistados e seu público em diversos meios com empatia para ajudá-los a ver a realidade. Adeptos de crenças estranhas, diz ele, enxergam uma versão diferente da realidade.

### Sites
West se interessou pela teoria da conspiração dos chemtrails enquanto estudava meteorologia da aviação para sua licença de piloto. Ele criou o site "Contrail Science" com o objetivo de explicar rastros de condensação e desmascarar teorias sobre rastros químicos. Inicialmente, ele acreditava que poderia explicar e desmascarar essas teorias em pouco tempo, mas elas eram mais resilientes do que ele esperava e ele já passou mais de 10 anos cobrindo o tópico.
A discussão no site Contrail Science acabou se expandindo para incluir outras teorias da conspiração, incluindo as do 11 de setembro. Então West decidiu criar outro site, Metabunk, para expandir a discussão para outras crenças alternativas. O Metabunk aborda tópicos como pseudociências, OVNIs e o paranormal. O site também inclui um fórum, "Skydentify", onde pessoas são convidadas a enviar fotos e vídeos de OVNIs e outros, como supostos fenômenos paranormais, e ele e outros membros do fórum tentam explicar o que as fotos e vídeos realmente retratam. Eles também discutem a melhor forma de comunicar os resultados das suas investigações de desmascaramento. A análise de West e outros especialistas do Metabunk foi citada em publicações para o público geral, como CBS e Vice.
West descreve o objetivo do seu trabalho como uma tentativa de tirar as pessoas da "toca do coelho" do pensamento conspiratório. "Rastros químicos são uma teoria surpreendentemente popular; estão no mesmo nível de coisas como as teorias da conspiração do 11 de setembro", diz ele. "Tudo isso decorre de uma desconfiança fundamental na ciência e nas autoridades. Sempre haverá uma porcentagem de crentes fervorosos. Meu objetivo é minimizar isso o máximo possível, impedir que as pessoas caiam nessas e ajudá-las a saírem o mais facilmente possível".
Ele também criou o fórum online morgellonswatch.com para dissipar os mitos e informações erradas que cercam a condição de pele especulativa chamada de Morgellons.

### Trabalho acadêmico
Em agosto de 2016, West foi coautor de um artigo com os cientistas climáticos Ken Caldeira, Christine Shearer e Steven J. Davis publicado no periódico Environmental Research Letters intitulado Quantificando o consenso de especialistas contra a existência de um programa secreto de pulverização atmosférica em larga escala (PALE) . O objetivo do artigo era produzir uma resposta, feita por especialistas e revisada por pares, à teoria dos chemtrails. Os autores entrevistaram especialistas em química atmosférica e deposição para avaliar cientificamente as alegações dos teóricos da conspiração sobre os supostos rastros químicos. Após a publicação, foi reconhecido como o primeiro estudo de uma grande organização científica sobre o tema. Sua conclusão relatou que "76 de 77 (98,7%) cientistas que participaram deste estudo disseram que não havia evidências de PALE, e que os dados citados como evidências poderiam ser explicados por outros fatores, como a formação típica de rastros de condensação e instruções inadequadas para amostragem de dados apresentadas em sites que promovem a crença em PALE" A empresa de ciência de dados Altmetric classificou o artigo entre os 5% melhores de todas as pesquisas em termos de interesse gerado e ele foi citado muitas vezes por publicações científicas e veículos jornalísticos. Isso incluiu o New York Times, onde West disse que o novo estudo deve ajudar a influenciar pessoas que, de outra forma, seriam convencidas por um site sobre chemtrails. “Você está tentando conter a maré até certo ponto e, com sorte, fazer com que menos pessoas caiam nessa maneira de pensar.”

### Committee for Skeptical Inquiry
West escreveu diversos artigos para a Skeptical Inquirer, a revista do Committee for Skeptical Inquiry (CSI)."
Em 2016, West fez uma apresentação nos Sunday Papers na conferência anual do CSI, CSICon, intitulada "Elicitação de especialistas vs. Chemtrails", na qual discutiu seu artigo científico de 2016 sobre a crença em especulações a respeito de engenharia climática. Em 2018, West falou novamente na CSICon, desta vez como palestrante principal sobre o assunto de desmascarar uma teoria da conspiração do 11 de setembro envolvendo microesferas.
Em 2020, West tornou-se membro do CSI. 

### LivroEscaping the Rabbit Hole
Em 2018, West escreveu Escaping the Rabbit Hole ("Escapando da Toca do Coelho", com o subtítulo Como desmascarar teorias da conspiração usando fatos, lógica e respeito) com o objetivo de explicar teorias da conspiração, ajudar as pessoas a entenderem e, então, passarem essas explicações adiante. Em uma resenha do livro, o ator e escritor britânico Stephen Fry escreveu: "Mick West demonstra, com estilo, sagacidade e perspicácia requintados, como essas três espécies raras e valiosas, Fatos, Lógica e Respeito (cada uma delas agora à beira da extinção) têm o poder de lançar luz na escuridão e dissipar o miasma do preconceito, da superstição e da ignorância orgulhosa que ameaça envenenar nossa era." O livro foi destaque em uma análise divulgada pelo Departamento de Ciência e Sociedade da Universidade McGill em 2018. Celestia Ward destaca que "Desmascarar teorias da conspiração dá muito trabalho. Mas vale a pena se você estiver ajudando um ente querido a abandonar uma mentalidade que pode lhe causar danos. Mick West assumiu uma quantidade enorme de trabalho sozinho, resumindo algumas crenças conspiratórias e fatos demonstráveis para refutar essas crenças..."

### PodcastTales from the Rabbit Hole
West iniciou um podcast em abril de 2019, Tales from the Rabbit Hole, no qual entrevista convidados da "cultura da conspiração".

### Cobertura da mídia
West foi citado por vários meios de comunicação como um especialista em chemtrails, OVNIs e outras teorias da conspiração.
Em 2010, West apareceu no noticiário noturno da CBS e no noticiário de rádio KPCC para comentar um vídeo viral que algumas pessoas acreditavam ser um lançamento de míssil "misterioso".
Em 2013, West apareceu no documentário "Overcast" como uma refutação aos promotores das teorias da conspiração sobre chemtrails.
Em setembro de 2016, a Radio New Zealand descreveu West como um escritor científico e alguém que "se dedica à arte de desmascarar teorias absurdas que circulam online e ajudar outras pessoas a fazerem o mesmo, com seu site, Metabunk". Na entrevista, ele descreveu como sua paixão por expor falsidades advém da preocupação de que problemas reais estejam sendo ignorados porque a ciência é ignorada. Em particular, ele falou sobre os danos que os teóricos da conspiração podem causar, por exemplo, quando acusam famílias das vítimas de massacres com armas de fogo como sendo "atores de crise". Ele também explicou que, "ao lidar com teóricos da conspiração, o melhor é ser educado. Você precisa ser uma espécie de cientista cavalheiro. Se as pessoas forem educadas, você será ouvido. Nunca se deturpe, nunca minta, nunca falsifique provas, nunca se entregue a fraudes. Você precisa ser 100% irrepreensível em todos os momentos".
Em maio de 2020, Susan Gerbic do About Time Project entrevistou West sobre como as pessoas caem na "toca do coelho" das teorias da conspiração e discutiu ideias para ajudar amigos e familiares a voltarem à realidade.
No final de dezembro de 2020, West foi um dos especialistas citados em um artigo da BBC sobre sugestões para conversar com amigos e parentes que acreditam em teorias da conspiração. West disse: "Minha regra número um seria não estragar o Natal... Uma conversa raivosa e acalorada deixará todos se sentindo mal e consolidará ainda mais as crenças conspiratórias".
Em maio de 2021, West foi convidado do programa Cuomo Prime Time da CNN, onde deu suas explicações sobre três vídeos amplamente divulgados de OVNIs feitos por militares da Marinha dos EUA. Em cada caso, West demonstrou que simples erros de interpretação e artefatos de compressão de vídeo eram explicações prováveis para as peculiaridades dos objetos gravados.:32:20
West fez diversas aparições em podcasts discutindo sua vida e sua carreira nos desmascaramentos. Isso inclui ser entrevistado por Richard Saunders no Skeptic Zone, Benjamin Radford no Squaring the Strange, e no Something You Should Know . Ele também fez várias aparições no Joe Rogan Experience para discutir várias teorias da conspiração.
Em junho de 2021, antes da divulgação do relatório da Força-Tarefa de UAPs do Pentágono sobre Fenômenos Aéreos Não Identificados, West foi entrevistado na Scientific American como analista especialista em evidências de vídeo. Em relação ao relatório, West disse: "Espero muita discussão e informação sobre as questões reais dos objetos voadores não identificados. Mas não prevejo que ele tenha muito que agrade aos entusiastas de OVNIs."
Em agosto de 2022, foi publicado um artigo de West que fornece sua análise detalhada dos efeitos ópticos que ele sugeriu como a fonte das imagens no vídeo de OVNI chamado Gimbal.

## Cidadania
West foi criado na Inglaterra, tendo frequentado a Universidade de Manchester, mas em 2009 tornou-se cidadão dos Estados Unidos. Em 2020, West era residente de Sacramento, Califórnia.

## Podcast
- Tales from the Rabbit Hole

## Links externos
- Sítio oficial
- Mick West. no IMDb.
- Mick West explaining Navy UAP footage on CNN
- How to pull a friend out of the conspiracy theory rabbit hole Excerpt from Escaping the Rabbit Hole: How to Debunk Conspiracy Theories Using Facts, Logic, and Respect